# Ренато Гей
Ренато Гей (італ. Renato Gei, 1 лютого 1921, Брешія — 20 травня 1999, Наве) — італійський футболіст, що грав на позиції нападника, зокрема за клуби «Фіорентина» та «Сампдорія», а також національну збірну Італії.
По завершенні ігрової кар'єри — тренер, працював з низкою італійських клубних команд.

## Клубна кар'єра
У дорослому футболі дебютував 1938 року виступами за команду «Брешія», в якій провів три сезони, взявши участь у 65 матчах чемпіонату.
1941 року приєднався до «Торіно», звідки невдовзі перейшов до «Фіорентини». Відіграв за «фіалок» наступні два сезони своєї ігрової кар'єри. Більшість часу, проведеного у складі «Фіорентини», був основним гравцем атакувальної ланки команди і одним з головних її бомбардирів, маючи середню результативність на рівні 0,55 гола за гру першості.
Протягом частини 1944 року знову захищав кольори клубу «Брешія», а після відновлення футбольних змагань повернувся до «Фіорентини». Цього разу провів у складі його команди три сезони, здебільшого виходив на поле в основному складі команди.
З 1948 року п'ять сезонів захищав кольори клубу «Сампдорія». Тренерським штабом нового клубу також розглядався як гравець «основи».
Протягом 1953—1955 років знову захищав кольори клубу «Брешія», а завершував ігрову кар'єру у команді «Павія», за яку виступав протягом 1955—1956 років.

## Виступи за збірну
У листопаді 1951 року провів свій єдиний офіційний матч у складі національної збірної Італії.

## Кар'єра тренера
Розпочав тренерську кар'єру, ще продовжуючи грати на полі, 1955 року, очоливши тренерський штаб клубу «Павія», де був граючим тренером.
1958 року дебютув як тренер команди Серії A, очоливши у тандемі з Еральдо Мондзельйо команду «Сампдорії», з якою працював протягом двох років.
У 1961 році став головним тренером команди «Дженоа», з якою у першому ж сезоні виграв Серію B і здобув підвищення до елітного італійського дивізіону. У найвищому дивізіоні результати команди були незадовільними і 1963 року тренер її залишив аби очолити «Брешію», також друголігову команду. Із цією командою також виграв Серію B, цього разу із другої спроби, в сезоні 1964/65. Протягом наступних двох сезонів успішно вирішував завдання збереження «Брешії» в Серії A. Результат команди в сезоні 1965/66, досягнутий під його керівництвом, залишався найвищим досягненням команди з Брешії у чемпіонаті до початку 2000-х.
Протягом одного року, починаючи з 1967, був головним тренером друголігового на той час «Лаціо», згодом по одному сезону тренував  «Лекко», «Аталанту» та «Казертану».
1972 повернувся на тренерський місток «Брешії», з якою пропрацював ще два роки. Згодом протягом частини 1975 року тренував «Парму», а останнім місцем його тренерської роботи був клуб «Сереньо», головним тренером команди якого Ренато Гей був з 1976 по 1977 рік.
Помер 20 травня 1999 року на 79-му році життя у Наве.
| Дата       | Місто  | Господарі | Результат | Гості  | Турнір           | Голи | Примітки |
| ---------- | ------ | --------- | --------- | ------ | ---------------- | ---- | -------- |
| 25-11-1951 | Лугано | Швейцарія | 1 – 1     | Італія | товариський матч | -    |          |
| Усього     |        | Матчів    | 1         |        | Голів            | 0    |          |

## Титули і досягнення

### Особисті
- Найкращий бомбардир Серії B (1):

1940-1941 (24 голів)